# Bolitoglossa colonnea
Pour les articles homonymes, voir La Loma (homonymie).
Espèce
Synonymes
- Oedipus colonneus Dunn, 1924

Statut de conservation UICN

 LC  : Préoccupation mineure
Bolitoglossa colonnea est une espèce d'urodèles de la famille des Plethodontidae.

## Répartition
Cette espèce se rencontre :
- au Costa Rica, dans les provinces d'Alajuela, de Cartago, d'Heredia et du Limón ainsi que sur le versant Pacifique, dans le golfe Dulce et dans les environs de Las Cruces ;
- au Panama, dans la province de Bocas del Toro, la comarque Ngöbe-Buglé et sur le Cerro Campana.

Elle est présente entre 40 et 1 245 m d'altitude.

## Description
Les mâles mesurent sans la queue jusqu'à 42 mm et les femelles jusqu'à 50 mm pour une longueur totale de 130 mm.

## Publication originale
- (en) Dunn, 1924 :  New salamanders of the genus Oedipus with a synoptical key. Field Museum of Natural History Publication, Zoological Series, vol. 12, no 7, p. 95-100 (texte intégral).